# Stählin von Storcksburg

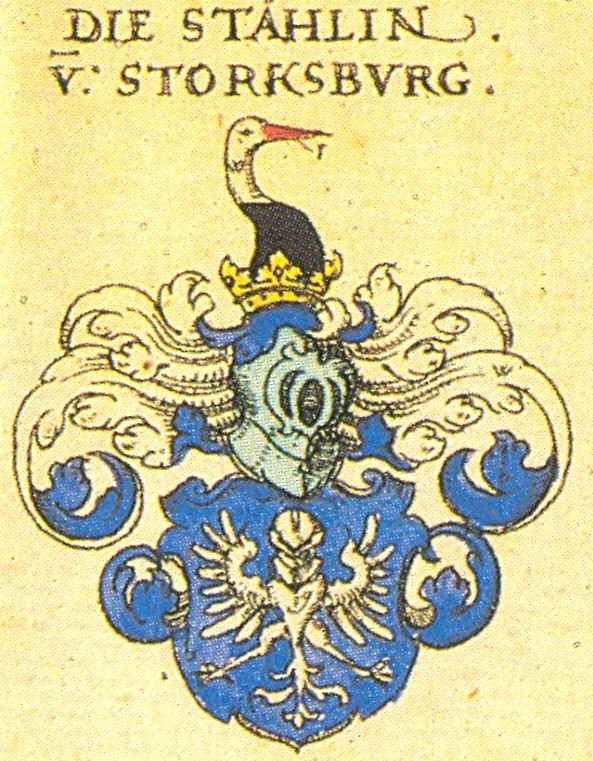
Stammwappen der älteren Stählin von Storksburg im Siebmacher

Stählin von Stor(c)ksburg (auch Stählein bzw. Stechlin) ist der Name einer ursprünglich evangelischen Kaufmanns- und Pastorenfamilie aus der Reichsstadt Memmingen. Im 18. Jahrhundert breiteten sich die Stählin auch nach Russland aus. Die Familie ist von gleichnamigen wappenführenden Geschlechtern, wie den älteren, erloschenen schwäbischen Rittergeschlecht Stählin von Stor(c)ksburg, von dem Jakob Stählin im Zuge der Erhebung 1756 in den Adelsstand den Namen, und das Wappen als Herzschild annahm, zu unterscheiden.

## Geschichte

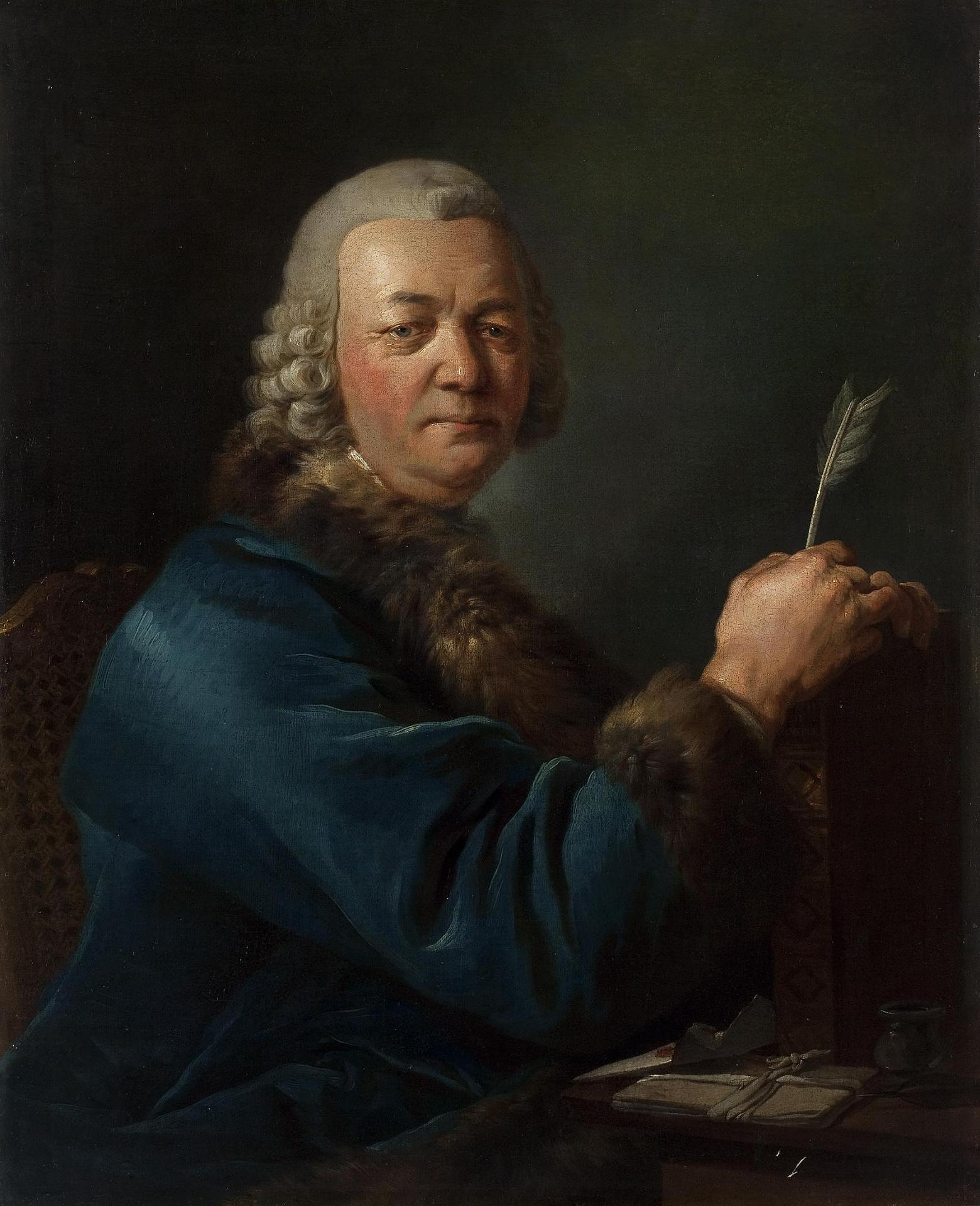
Jakob von Stählin (1709–1785)

Aus dem älteren, erloschenen schwäbischen Rittergeschlecht Stählin von Stor(c)ksburg stammte Anna Stählin von Storcksburg, Ehefrau des 1393 als Bürgermeister von Zürich erwähnten Johannes Meyer von Knonau († 1414). Als Wappen führte diese Linie auf blauen Grund, einen silbernen, geharnischten Adler. Älterer Literatur zufolge soll der Stammsitz Storcksburg in Schwaben im Dreißigjährigen Krieg zerstört worden sein. Die jüngere, ursprünglich dem Bürgerstand angehörende Familie soll um die Wende des 16. Jahrhunderts aus Ottobeuren nach Memmingen gezogen sein. Möglicherweise bereits zuvor waren die Stählin im Zuge der Reformation vom Katholizismus zum Protestantismus konvertiert. 
Der Stammvater des Memminger Zweiges, Bartholomäus Stechlin († 1638), stand zeitweise in Italien in den Diensten der Handelsgesellschaften Hartbrunner und Spindler aus Ulm bzw. St. Gallen. 1606 heiratete er Anna Maria Friedauer und bewohnte mit ihr in Memmingen ein Anwesen an der Ecke des Haupt- und Fischmarktes. 1615 erhielt er als Bürger und Handelsmann vom kaiserlichen Pfalzgrafen Thomas Obrecht einen Wappenbrief. Zwei Jahre später erfolgte eine Wappenvereinigung mit dem seiner Frau. Sein gleichnamiger Sohn (* 1613; † 1678 in Steinheim) wirkte als Lehrer der lateinischen Schule von Memmingen, reichsstädtischer Vikar des Ortes Steinheim, sowie 1649 als Pfarrer von Steinheim. Amtsnachfolger war sein Sohn Johannes Stählin († 1702 in Memmingen), zunächst Pfarrer von Buxach und Volkratshofen, bis er schließlich als Pfarrer von Steinheim nach Memmingen wechselte, wo er zuletzt als Superintendent der Kirche Unser Frauen fungierte. Dessen Sohn Bartholomäus Stählin (* 1646) übte den Beruf des Spenglers aus und bekleidete zudem die städtischen Ämter des Eichmeisters und Weinvisieres. Von seinen Söhnen war Martin Stählin († 1780 in Augsburg), Bürgermeister von Augsburg und Gerichtsassessor, sowie Jakob Stählin († 1757 in Memmingen) Angehöriger des großen Rates. Letzterer arbeitete zunächst im In- und Ausland für das Zoller´sche Handelskontor. Aus seinen zwei Ehen mit der Elisabeth Müller und Barbara Wolfart (* in Ulm) gingen insgesamt zwölf Kinder hervor. Drei seiner Söhne zogen später nach Russland: Jakob von Stählin (* 1709; † 1785 in Sankt Petersburg), Professor für Rhetorik, Bibliothekar, Hofrat und Erzieher des späteren Zaren Peter III.; Heinrich Stählin, Handelsmann in Sankt Petersburg und Johannes Stählin, promovierter Arzt in Kronstadt.
Am 16. November 1756 erhob der Kaiser in Wien Jakob Stählin in den Reichsadelsstand, damit verbunden erlangte er die Anrede „von“, das „privilegium denominandi“ und die Lehensbesitzfähigkeit. Der Nobilitierte bezog sich dabei auf seine Vorfahren die „in Augsburg und der Schweiz Ehrenämter bekleidet  haben und sich früher Stählin von Storcksburg nannten“, sowie dass „die Stählein das Prädikat von Stocksburg geführt hätten und nun wieder zu führen berichtigt seien“.